# Адам Ріппон
Адам Ріппон (англ. Adam Rippon) — американський фігурист, що спеціалізується в одиночному катанні, олімпійський медаліст. 
Бронзову олімпійську медаль Ріппон здобув у командних змаганнях на Пхьончханській олімпіаді 2018 року, де він виступав тільки з довільною програмою. 
2015 року Ріппон оголосив себе геєм. Він став першим відвертим гомосексуалом з США, що виграв олімпійську медаль.

## Зовнішні посилання
- Картка на сайті Міжнародного союзу ковзанярів [Архівовано 1 липня 2020 у Wayback Machine.]